# Cuore di picchio (film 1956)
Cuore di picchio (The Egg and Jerry) è un film del 1956 diretto da Joseph Barbera e William Hanna. È il novantanovesimo cortometraggio animato della serie Tom & Jerry, prodotto dalla Metro-Goldwyn-Mayer e uscito negli Stati Uniti il 23 marzo 1956. È un remake shot-for-shot in CinemaScope dell'omonimo cortometraggio del 1949, che era stato nominato all'Oscar (fu la prima di tre operazioni del genere nella serie). Le uniche differenze rispetto al corto originale sono l'aspect ratio, i contorni dei personaggi più marcati e gli sfondi più stilizzati. Inoltre, l'uovo è bianco anziché rosa, e Tom non ha la striscia bianca in mezzo agli occhi (poiché il design del personaggio era cambiato). Il titolo originale, differente da quello del corto del '49, è un gioco di parole su quello del libro Io e l'uovo.

## Trama
Una femmina di picchio, che sta covando il suo uovo, lascia il nido per pranzare. L'uovo, scosso dal pulcino all'interno, cade dal nido e arriva a casa di Jerry, dove si schiude. Il pulcino, a causa dell'imprinting, riconosce il topo come sua madre, ma presto inizia a provocare danni col suo becco. Jerry allora, dopo aver tentato invano di riportarlo al nido, lo caccia di casa. Il picchio, mentre se ne va sconsolato, disturba accidentalmente Tom, che si sta rilassando in giardino. Quest'ultimo a quel punto gli butta addosso l'acqua ma il picchio si arrabbia e gli distrugge la sedia. A quel punto Tom insegue il picchio, che si rifugia da Jerry. Tom allora cerca di uccidere entrambi, ma deve vedersela con l'astuzia di Jerry e con l'abilità del picchio nel beccare. Alla fine, mentre Tom sta per uccidere Jerry con un'ascia, il picchio abbatte un palo dei cavi della media tensione che, dopo alcuni complicati calcoli, riesce a far sbattere sulla testa di Tom fino a farlo sprofondare sottoterra. Jerry e il picchio festeggiano la loro vittoria, ma in quel momento arriva la madre del piccolo, che lui riconosce in fretta. Quindi, dopo aver dato un bacio a Jerry, il piccolo picchio se ne va con la sua vera madre.